# 柔毛网脉崖爬藤
柔毛网脉崖爬藤（学名：Tetrastigma retinervium var. pubescens）为葡萄科崖爬藤属的变种。分布在中国大陆的广西、云南等地，生长于海拔400米至1,500米的地区，多生在山坡林下以及灌丛中，目前尚未由人工引种栽培。

## 别名
网脉崖爬藤（植物分类学报）

## 异名
- Tetrastigma retinervium Planch. var. pubescens C. L. Li